# Il petrolio e la gloria
(Steve LeVine, Il petrolio e la gloria, 2007)
Il petrolio e la gloria (sottotitolo: La corsa al dominio e alle ricchezze della regione del Mar Caspio) è un reportage storico dello scrittore, giornalista e blogger statunitense Steve LeVine. Pubblicato per la prima volta negli Stati Uniti il 23 ottobre 2007 dalla Random House. Primo libro dell'autore nato come un'idea nel 1993, anno in cui ancora non sapeva che avrebbe trascorso un soggiorno di undici anni come corrispondente nel Caucaso e nell'Asia centrale.
Questo libro è in gran parte il risultato di centinaia di interviste condotte dal 1992 al 2007.
La maggior parte della storia raccontata dal capitolo 1 al capitolo 4 deriva da fonti primarie pubblicate, inclusi libri e articoli di giornale. Gli episodi descritti nel seguito del libro derivano quasi tutti da interviste ai partecipanti o testimoni in prima persona degli eventi descritti. I capitoli dal 14 al 16, sul Caspian Pipeline Consortium e il commerciante di petrolio John Deuss, sono unici nel fatto di basarsi su un certo numero di fonti non identificate. Molte delle persone coinvolte nell'accordo CPC, abituate a stare dietro le quinte, hanno insistito per l'anonimato.

## Contenuti
Le politiche del petrolio e degli oleodotti – decisivi per esportare il petrolio - sono la versione moderna della competizione del diciannovesimo secolo tra Gran Bretagna e Russia per la supremazia nel Caucaso e in Asia Centrale. Nel ventunesimo secolo, la partita per la ricchezza e il potere nelle terre del Mar Caspio viene giocata, tra Stati Uniti, Russia e Gran Bretagna. Una lotta epica che consente agli Stati Uniti di mettere a segno il solo importante trionfo in politica estera dell'ultimo decennio con la realizzazione di Early Oil, il più lungo oleodotto al mondo.
La zona del Mar Caspio è tanto ricca di risorse petrolifere quanto isolata. Il racconto di LeVine parte dalle osservazioni di Marco Polo per poi descrivere come, nella Russia presovietica dell'Ottocento, i fratelli Nobel inaugurino in Azerbaigian la modernizzazione dell'industria globale del petrolio: a Baku, la prima capitale del petrolio al mondo, che nel 1901 fornisce il 51 per cento del petrolio globale. È l'epoca dei primi baroni del petrolio e della prima corsa al petrolio nell'area, iniziata nel 1872 con la messa all'asta da parte dello zar delle proprietà petrolifere. Con la Rivoluzione bolscevica del 1917, Baku conosce il declino, sino a una ripresa innescata nel 1921 con l'arrivo di investimenti stranieri, previsti dalla Nuova Politica Economica di Lenin.
Dal 1969 arriva la distensione tra le superpotenze; nel 1987, Michail Gorbačëv legalizza le joint ventures. Dopo il collasso dell'Urss nel 1991, con l'indipendenza delle Repubbliche ex sovietiche, ha inizio la seconda corsa al petrolio: la lotta tra Washington e Mosca su un tesoro da 30 miliardi di barili delle riserve del Caspio. Dietro le quinte del “Grande gioco”, si muovono finanzieri di primo piano, petrolieri, capi di Stato degli ex Paesi satellite dell'Urss, intermediari, spregiudicati affaristi, la CIA, il KGB. Mentre le compagnie multinazionali si contendono la conquista dei più grandi giacimenti al mondo dopo Arabia Saudita e Alaska, gli Stati Uniti cercano di ottenere influenza nella regione, e Mosca di recuperarla. 
A oggi Kashagan, in Kazakistan, è la principale scoperta in campo petrolifero degli ultimi trent'anni (avvenuta nel 2000), e il secondo giacimento al mondo per riserve accertate. Il suo sfruttamento, in mano a un consorzio internazionale guidato da Eni (e tra gli altri Exxon Mobil, Royal Dutch Shell, Total), è stato recentemente posticipato al 2011. L'Italia è il primo Paese importatore.

## Personaggi principali

### La Baku storica
- Zeynalabdin Tagiyev ~ Grande barone del petrolio del diciannovesimo secolo e cittadino di primo piano.
- Leyla Teagiyeva ~ Figlia favorita di Tagiyev, la cui fuga in Persia gli spezzò il cuore.
- Sophia Abdullayeva ~ Nipote di Tagiyev, che assistette al suo tracollo e soffrì per decenni un esilio interno.
- Ludvig e Robert Nobel ~ I petrolieri stranieri la cui ingegnosità portò alla nascita di Baku come capitale globale del petrolio.

### Gli affaristi
- James Giffen ~ Audace americano che divenne l'intermediario di maggior successo per la regione del Caspio.
- John Deuss ~ Commerciante di petrolio olandese e affabile rivale di Giffen.
- Jack Grynberg ~ Petroliere di Denver in cerca di un ulteriore grande affare.
- Viktor Kozeny ~ Consulente ceco per gli investimenti e grande affarista.

### I boss delle compagnie petrolifere
- John Browne ~ Infaticabile leader della campagna della British Petroleum per il primato sul Caspio.
- Ken Derr ~ Presidente della Chevron che ha guidato la caccia della compagnia al petrolio del Kazakistan.
- Dick Matzke ~ Geologo che divenne il tenace capo dei negoziatori per la Chevron.
- Tom Hamilton ~ Veterano risolutore di problemi e dirigente nella British Petroleum e in seguito della Pennzoil.

### Gli autocrati del Caspio
- Nursultan Nazarbaev ~ Come uomo di potere kazako durante l'era sovietica osò sfidare Gorbačëv per il controllo dei giacimenti di petrolio della regione; quando l'Unione Sovietica crollò, emerse come presidente del Kazakistan indipendente.
- Heydar Aliyev ~ Cacciato da Gorbačëv durante il periodo sovietico, questo ex generale del KGB divenne in seguito presidente dell'Azerbaigiàn indipendente, uno scaltro stratega di affari petroliferi multinazionali e padre della politica degli oleodotti, che sfidò la dominazione russa sul Caucaso e sull'Asia Centrale.
- Saparmurat Niyazov ~ Astuto presidente del Turkmenistan, il cui governo era carismatico e dispotico.

### I russi
- Viktor Chernomyrdin ~ Primo ministro dalla volontà di ferro combatté strenuamente per preservare l'influenza della sua nazione sui nuovi Stati indipendenti della regione del Caspio e sui loro giacimenti petroliferi, non più parte dell'impero sovietico.
- Yuri Shafranik ~ Come ministro dell'Energia, il suo compito era quello di resistere alle incursioni occidentali sui giacimenti petroliferi del Caspio, o quanto meno di avere un ruolo nei più importanti affari petroliferi per conto della Madre Russia.

### Gli americani
- Samuel “Sandy” Berger ~ Consulente per la sicurezza nazionale del Presidente Bill Clinton, si assicurò che le compagnie petrolifere aderissero alla politica USA del più importante progetto di oleodotto della regione del Caspio.
- Strobe Talbott ~ Vice Segretario di Stato nell'amministrazione Clinton e voce forte a favore di una politica più amichevole verso la Russia riguardo ai giacimenti petroliferi del Caspio.
- Leon Fuerth ~ Consigliere per la politica estera del vice presidente Al Gore, fece in modo che le questioni del Caspio fossero in primo piano ai più alti livelli politici.
- Rosemarie Forsythe ~ Direttore del National Security Council per gli affari russi, ucraini ed euroasiatici (1993-1995).
- Sheila Heslin ~ Come esperta del governo, fu tra i primi sostenitori degli oleodotti multipli da esportazione per il petrolio del Caspio, che sarebbero diventati l'elemento centrale della politica statunitense nella regione. In seguito nominata Direttore del National Security Council per gli affari russi, ucraini ed eurasiatici (1995-1996).
- Bill White ~ Vice-ministro per l'Energia nell'amministrazione Clinton, si alleò con Rosermarie Forsythe per promuovere una risoluta politica statunitense nel Caspio.

## Critica
Questo libro ha ricevuto molte recensioni positive:
- «Un resoconto avvincente di una regione affascinante e poco conosciuta. LeVine fa rivivere i magnati, gli scopritori, i politici e gli imbroglioni del Caspio. Il risultato è una narrazione vivida, affascinante e meravigliosamente scritta di un'area cruciale del mondo.»[2]
- «Per anni, Steve LeVine ha scritto inesorabili, eccellenti reportage sulla fascia meridionale dell'ex Unione Sovietica. Qui, fa qualcosa di più che raccoglierli assieme. Costruisce il racconto a livello storico, e il risultato è una grande lettura sul boom petrolifero del Caspio.»[3]
- «Nessuno conosce meglio di Steve LeVine il torbido mondo della politica americana e della corruzione internazionale delle società petrolifere. Questa è una storia indimenticabile di faccendieri da dimenticare e governi da dimenticare, alla caccia di grandi guadagni.»[4]
- «La cavalcata sfrenata di LeVine attraverso il nuovo Klondike petrolifero del XXI secolo è una cronaca che si legge tutta d'un fiato, che racconta le attività esotiche di oligarchi, grandi compagnie petrolifere, esploratori, imbroglioni, intrallazzatori, costruttori di oleodotti, e politici del Caspio. Ne sentiremo di più su questo cast pittoresco se la Russia continua a flettere i muscoli sulle riserve energetiche nella regione.»[5]
- «Uno dei maggiori esperti della nuova geopolitica dell'energia.»[6]
- «LeVine è ligio alla grande scuola americana del giornalismo d'investigazione.»[7]
- «Un vivace racconto di giochi d'azzardo, bravate e manovre degli affaristi… da buon sceneggiatore, Steve LeVine sviluppa i personaggi in ogni segmento della storia prima di procedere con la trama. Per persone a cui piaceva Michael Douglas a Wall Street, qui c'è un copione da film anche più sottile e complesso.»[8]
- «Superpotenze, petrolio, politica, avidità dell'uomo e scenari esotici si mescolano nell'abile narrazione di Steve LeVine.»[9]
- «L'agile ritratto politico di questa area instabile rende il libro una lettura fondamentale, ma è il l'eccellente scrittura di Steve LeVine che lo rende un piacere.»[10]
- «Un libro avvincente, che squarcia il velo su un mondo duro e senza scrupoli e che mostra - guardando con una lente d'ingrandimento le vicende legate al Mar Caspio - quanto la ricerca del petrolio e, ancor di più, i tentativi di appropriarsene, abbiano influenzato il destino dell'umanità.»[11]
- «Anche il lettore che non conosce le complicate vicissitudini dell'area centro-asiatica viene introdotto in un quadro geopolitico descritto con dovizia di particolari e in un inquadramento complessivo stringente e ben chiaro.»[12]